# Bergkwastjesbloem
De bergkwastjesbloem (Soldanella montana) is een overblijvende plant uit de sleutelbloemfamilie (Primulaceae) die te vinden is in de Alpen, de Pyreneeën en de Karpaten.

## Naamgeving enetymologie
De soortaanduiding montana komt van het Latijnse montanus (bergachtig).

## Kenmerken
De bergkwastjesbloem is een tot 20 cm hoge, overblijvende, kruidachtige plant met een onvertakte stengel en een basaal bladrozet van gesteelde, tot 7 cm brede, ronde tot niervormige, licht gekartelde bladeren. Het is een hemikryptofyte plant die overwintert met een vlezige wortelstok.
De bloemen staan met zes tot tien samen in een kleine tros op een lange, bladloze maar met klierharen overdekte bloemsteel. De tweeslachtige bloemen zijn wijd klokvormig, met vijf paarsblauwe kroonblaadjes. De franje is lang, de kroonblaadjes zijn tot het midden ingesneden.
De plant bloeit van april tot juni.
De bergkwastjesbloem lijkt sterk op de Hongaarse kwastjesbloem, maar verschilt daarvan door de sterker behaarde bloem- en bladstelen, de bredere bladeren en de bloemen die met meer samen in één tros staan.

## Habitaten verspreiding
De bergkwastjesbloem groeit voornamelijk op bemoste, zure bodems, in tegenstelling tot de alpenkwastjesbloem die van kalkrijke bodems houdt.
De plant komt enkel voor in de Alpen, de Pyreneeën en de Karpaten.
S. alpina (Alpenkwastjesbloem) · 
S. angusta · 
S. calabrella · 
S. carpatica · 
S. chrysosticta · 
S. hungarica (Hongaarse kwastjesbloem) · 
S. major · 
S. marmarossiensis · 
S. minima (Dwergkwastjesbloem) · 
S. montana (Bergkwastjesbloem) · 
S. oreodoxa · 
S. pindicola · 
S. pusilla (Kleine kwastjesbloem) · 
S. rhodopaea · 
S. rugosa · 
S. villosa (Pyrenese kwastjesbloem)